# Ataques de lobos de Kirov
Los ataques de lobos de Kirov fueron una serie de ataques contra humanos de lobos "devoradores de hombres" que ocurrieron entre 1944 y 1954 en nueve distritos (raiones) del óblast de Kirov de 120 800 km 2 de la República Socialista Federativa Soviética de Rusia, que resultó en la muerte de veintidós niños y adolescentes de entre 3 y 17 años. En todos los casos, los ataques se produjeron en el período de abril a diciembre, coincidiendo con la época de cría del lobo.

## Antecedentes
Durante la Segunda Guerra Mundial (conocida como la Gran Guerra Patriótica en la Unión Soviética), los lobos en el Óblast de Kirov comenzaron a aumentar en número y a desarrollar comportamientos audaces hacia los humanos, coincidiendo con el reclutamiento de cazadores de Kirov en el Ejército Rojo y la requisación de armas de fuego en los pueblos. Los lobos eran comunes en todas las partes habitadas por humanos del distrito durante el período de guerra, merodeando incluso a las afueras de las aldeas. Durante el período de guerra, disminuyó el número de ganado y perros de los que los lobos solían alimentarse en la región. Se habían contado doscientas manadas de lobos en los bosques de la zona, y los avistamientos de lobos en las calles de la ciudad de Kirov (a saber, las calles Khlinovskaya, Vodoprovodnaya y Gorbacheva) se volvieron comunes. A veces se veían lobos durmiendo en el parque de la ciudad de Zarechniy a plena luz del día y aparentemente no mostraban más miedo a los humanos que los perros asilvestrados.

## Ataques

### 1944
A finales de septiembre de 1944, en las cercanías del asentamiento de Buracovskii, un lobo atrapó a un niño de 18 meses y lo llevó hacia el bosque, antes de ser rescatado por campesinos. Días después, en el koljos "Gigante" de la localidad de Mendeleevskiy, un par de lobos emboscaron a una niña que vigilaba un caballo en un prado, mordiéndola y desgarrándole la ropa. El 21 de septiembre, en el pueblo de Golodaevshchina, un lobo se llevó a Valentina Starikova, de 13 años, cerca de la orilla de un río, mientras observaba a otro lobo atacar a un ternero en la orilla opuesta. Unas horas más tarde, parte de una de sus piernas fue encontrada en un bosque cercano. Después de estos incidentes, los lobos comenzaron a perseguir sistemáticamente a los menores: el 6 de noviembre, en el koljos "Pueblo Nuevo" de la localidad de Alexandrovsk, los lobos atacaron y descuartizaron a una niña de 8 años a plena luz del día. Dos días después, a las 11:00 de la mañana en el asentamiento de Beretzovskiy, una cartera de 14 años llamada Tamara Musinova fue mordida hasta la muerte por nueve lobos. El 19 de noviembre, los lobos mataron a Maria Polakova, de 16 años, cuando regresaba a trabajar con su hermana en un claro del bosque de la localidad de Ramenskiy.

### 1945
Una nueva serie de ataques más audaces y numerosos que ocurrieron en muchas de las localidades de Kirov comenzó en la primavera de 1945. El 29 de abril, en el pueblo de Golodayevshchina del distrito de Rudakovskiy, Maria Berdnikova, de 17 años, fue atacada por un lobo, oculto por una espesa vegetación, en un campo a unos 50 metros de los establos. Cuando los gritos de la muchacha atrajeron a la gente, el lobo la levantó repetidamente, escaló una valla de zarzo de un metro de altura y la dejó solo después de cargarla durante 200 metros. Mientras los aldeanos se llevaban a la joven herida, el lobo los siguió hasta el borde del pueblo, ignorando sus gritos y gestos amenazadores. El lobo se acercó a la aldea varias veces ese día y al día siguiente se llevó un cordero. El oficial que investigó el incidente fue G. P. Kamenskiy, quien postuló que el comportamiento atrevido del lobo probablemente se explicaba por la ausencia total de cazadores o rifles en la aldea, ya que los portadores de armas y armas de fuego habían sido llamados al frente oriental. El 1 de mayo, en el pueblo de Mamaevschchina de la localidad de Vasilkovskiy, Volodya Gorev, de 7 años, fue agarrado por el cuello por un lobo y llevado hacia el bosque. Fue liberado solo después de que un aldeano disparó al animal y sobrevivió a la terrible experiencia porque su cuello había sido protegido por su gruesa bufanda. Más tarde, en el pueblo de Shiriaevo del distrito de Nemskiy, un lobo agarró a Pimma Molchanova, de 5 años, mientras lavaba botas de goma con un amigo junto a un riachuelo. Un equipo de rescate descubrió el cuerpo de la niña a 500 metros del riachuelo con un mordisco en la garganta y una pierna parcialmente devorada.

### 1946-1951
Entre 1946 y 1950, los ataques de lobos se convirtieron en un problema grave en varios distritos del óblast, a saber, Darovskiy, Lebiazhskiy, Sovetskiy, Nolinskiy, Khalturinskiy y Orichevskiy. Los cazadores mataron a 560 lobos en el óblast de Kirov en 1946, lo que se consideró un número inusualmente alto. En los siguientes tres años, los cazadores de Kirov, con la ayuda de cazadores de Moscú, lograron matar 1.520 lobos, una tarea que se hizo difícil por la falta de transporte a los asentamientos rurales en el período de posguerra. Los lobos aparecieron en el asentamiento de Rusanovo en 1947 y mataron a una niña pequeña y a Veniamin Fokin, de 13 años, durante el período de agosto a septiembre. Un lobo también se llevó a una niña pequeña, que estaba con varias niñas más mayores en una era. Cerca del pueblo de Cherniadievo del distrito de Rusanovskiy, dos lobos atacaron a Anna Mikheeva y su madre que estaban tratando el lino en un campo. La madre logró repeler un ataque en su contra con una gavilla, pero su hija fue atrapada. Un rastro de sangre condujo a unos espesos arbustos de enebro, donde Anna fue encontrada degollada y algo de carne de su estómago devorada. Llegó una brigada especial de cazadores para hacer frente a los lobos y cesaron los ataques en esa zona. Entre julio y agosto de 1948, nueve niños de 7 a 12 años fueron muertos. El 17 de noviembre de 1948, en el distrito de Nolinskiy, Svetlana Tueva, de 8 años, fue arrastrada un km a un bosque por cinco lobos mientras caminaba desde la escuela con otras dos niñas y un hombre. El hombre escapó subiéndose a un árbol, mientras que las otras niñas corrieron de regreso a la escuela. Una búsqueda en el bosque concluyó con el descubrimiento del abrigo de Svetlana. En el período de julio a agosto de 1950, tres niñas y un niño de 3 a 6 años fueron muertos en el distrito de Lebiazhskiy. 

#### Ataques en la estación Suna
A lo largo del mes de diciembre de 1947, un gran lobo macho se instaló en el área alrededor de la estación Suna de Kirov. Caminaba por los pueblos tanto por la mañana como por la tarde, atrapando perros y atacando a personas solitarias en los caminos. Antes de ser finalmente muerto, el lobo hirió a 13 personas y mató a una mujer y un adolescente. Cuando lo mataron, el lobo medía 1,38 m de largo y estaba muy demacrado. En su estómago se encontró un mechón de cabello de mujer.

#### Ataques de Orichevsky
En 1951, la mayoría de los distritos de Kirov estaban ya libres de lobos devoradores de hombres, aunque Orichevskiy seguía siendo vulnerable. Dentro de ese distrito, en el pueblo de Tarasovka, una niña de 10 años fue muerta el 29 de abril de 1951 mientras lavaba ropa en un pequeño río. Más tarde, un grupo de lobos perseguía con frecuencia a los niños que recogían setas y bayas en los bosques que rodeaban los asentamientos de Shalegovskiy, Smirnovskiy y Shabalinskiy. El 12 de junio de 1952 las hermanas Zoe, de 11 años, y Lidia Vturina, de 15, fueron hospitalizadas tras ser atacadas en el pueblo de Vturino. El 11 de julio del mismo año, un lobo atacó a Vitaliy Ishutin, de 5 años, a aproximadamente 1 km de la aldea y se lo llevó al bosque. En el mismo mes, Ludmila Perminova, de 8 años, fue mordida por un lobo en el pueblo de Koshely. El 12 de agosto, Lidia Tupitsina, de 6 años, fue raptada por un lobo mientras recogía bayas en un bosque con otros niños. A las 9:00 a. m. del 17 de agosto, los lobos se llevaron al pastor Alexander Vediakin, de 13 años, a 1 km del pueblo de Grebenshchiki, pero fue rescatado por campesinos. Los cazadores locales creían que el animal era una hembra vieja. El 16 de agosto de 1952, un niño de 12 años que recogía bayas fue rescatado de una gran loba acompañada de tres cachorros. En la primavera de 1953, una niña fue atacada mientras caminaba por el bosque con su abuela. A finales de mayo, una loba vieja, casi desdentada, fue muerta cerca del pueblo de Vturino, después de lo cual cesaron los ataques en Orichevskiy.

### Últimos ataques
Al mediodía del 17 de junio de 1953, en el pueblo de Sergeitsi, distrito de Belskiy, Sasha Grachev, de 12 años, fue agarrado por un lobo en un patio de recreo y arrastrado 300 metros, antes de poder aferrarse a una rama, lograr zafarse de las fauces del lobo y correr a casa. Este fue el último ataque de lobo no rabioso registrado en el óblast de Kirov, con un ataque de un animal rabioso contra tres personas registrado en la primavera de 1954 en el distrito de Urzhumskiy.